# 格哈德·多馬克
格哈德·多馬克（德語：Gerhard Johannes Paul Domagk，德語發音：[ˈɡeːɐ̯haʁt ˈdoːmak] ⓘ，1895年10月30日—1964年4月24日）是一位德國病理學家與細菌學家。

## 生平
出生於德國布蘭登堡邦。多馬克由於發現了能有效對抗細菌感染的藥物百浪多息，而獲得了1939年的諾貝爾生理學或醫學獎。不過卻由於納粹政權的強迫而拒絕獲獎，並於一週後遭蓋世太保逮捕。這是由於先前一名納粹批判者卡爾·馮·奧西茨基（Carl von Ossietzky）獲諾貝爾和平獎，使當時的德國政府制定了不允許接受諾貝爾獎的法律。 直到戰後的1947年，多馬克才正式接受了諾貝爾獎。
多马克于1959年成为英国皇家学会的外籍院士；他的简短的传记是由英国皇家学会于1964年出版。

## 外部連結
- Biography （页面存档备份，存于）
- 1939 Nobel Prize in Physiology or Medicine （页面存档备份，存于）